# Ветсавія з листом від царя Давида
«Ветсавія з листом від царя Давида» (нід. Batseba met de brief van Koning David) — картина голландського художника Рембрандта Харменса ван Рейна, що була створена в 1654 році. За основу взятий сюжет з Другої книги Самуїла (Старий Завіт) про стосунки царя Давида та Ветсавії. Рембрандт свідомо відійшов від акцентування уваги на жіночій красі, переносячи увагу на усвідомлення внутрішньої драми, яку переживала героїня. Хроматичне багатство та психологічна тонкість роблять картину одним із найбільших шедеврів Рембрандта. З XIX століття картина перебувала у різних французьких власників поки, врешті-решт, не була передана за заповітом до музею Лувр у Парижі, де й сьогодні перебуває під інвентарним номером M.I. 957. Певний час дослідники інтерпретували синю пляму на грудях Ветсавії як рак молочної залози у моделі, що позувала для художника. Однак, у 2012 році за допомогою комп'ютерного моделювання дослідники університету Твенте спростували це припущення, назвавши його «малоймовірним».

## Історія
Створенню картини «Ветсавія з листом від царя Давида» передував ряд обставин. 1642 року померла перша дружина ван Рейна — Саскія ван Ейленбюрх. Ще під час її хвороби художник був змушений вдатися до послуг Гертьє Діркс — покоївки та доглядальниці за малолітнім сином. Згодом вона стала коханкою Рембрандта й для ведення домашнього господарства була найнята нова покоївка. Нею стала Гендрік’е Стоффельс, яка після смерті батька в 1646 році переїхала з Бредеворта до Амстердаму. Через деякий час вже сама Гендрік'е стала коханкою художника, хоча на той час й була на двадцять років молодша за нього. Вибір її як моделі дає можливість припустити, що картина писалася не на замовлення, а була створена на честь коханки. Аргументом для цієї думки слугує той факт, що навколишні не розділяли вибір художника, а місцева церковна громада та міська рада засуджували Стоффельс за «життя в гріху». Рембрандт не міг одружитися з нею, оскільки в такому разі втратив би значний грошовий спадок від першого шлюбу, який би довелося повернути родині ван Ейленбюрх
Подальше місце знаходження картини упродовж ста п'ятдесяти років з моменту написання залишається нез'ясованим. Першими офіційно задокументованими відомостями стали записи аукціону Крістіз. За 189 гіней покупець Філіпс придбав картину, опис якої зазначав наступне: «лот 8005. Рембрандт. 90. Ветсавія. Попри дефіцит краси голова Ветсавії не облишена виразності; вона щойно дізналася про пристрасть Давида і її обличчя затьмарене меланхолійними передчуттями фатальних наслідків. Колористична гідність цієї картини, яка є однією з найбільш вивчених робіт художника, є надзвичайною». Наступним власником картини став британський колекціонер, дослідник мистецтва, художник-аматор та охоронець відділу гравюр та малюнків у Британському музеї — Вільям Янг Оттлі. Він придбав її за 105 гіней. Згодом Оттлі продав картину на аукціоні в Лондоні, що відбувся 4 квітня 1837 року. Через артдилера Пікока (ймовірно Джефрі Чарлза Генрі Пікока (англ. Jeffrey Charles Henry Peacock)) картина потрапила до приватної колекції Комте Жозефа Мейсона (фр. Comte Joseph Maison) в Парижі. Згодом, 16 березня 1843 року, її придбав французький судновласник, банкір і політик — Пол-Казимир-Пер'є чи його брат Огюст-Казимир-Пер'є. Наступним власником картини був лікар, меценат та видатний колекціонер живопису Луї ла Каз, який придбав її в 1843 році у родини Пар'є. 1869 року «Ветсавія з листом від царя Давида» разом з іншими картинами була передана до музею Лувр згідно із заповітом ла Каза.

## Опис

### Сюжет
Сюжетом для картини послугували рядки 11:2-5 Другої книги Самуїла (Старий Завіт). На початку року цар Давид послав своїх слуг та воїнів на чолі Йоава у військовий похід. Згодом вони розбили аммонітянів і взяли в облогу місто Раббу (Рабба-Аммон), а Давид зостався у Єрусалимі. Одного дня під вечір він вирушив на прогулянку по покрівлі царського палацу й згори побачив жінку, що купалася. Вона йому здалася надзвичайної вроди. За його наказом слуги вирушили дізнатися про неї більше інформації. Після повернення царю доповіли, що незнайомкою була Ветсавія, донька Еліяма, жінка Урії Хетеянина Після цього Давид знову послав слуг з вимогою аби Ветсавія з'явилася до нього. Після того, як жінка прийшла за наказом царя, він зліг з нею, і внаслідок чого Ветсавія завагітніла. У той час її чоловік перебував далеко від Єрусалиму, у складі війська він тримав облогу міста Рабба. Давид наказав повернути Урія з надією, що той матиме інтимну близькість з жінкою, що приховає реальні обставини вагітності. Однак Урія, прибувши до Єрусалиму, навіть не переступив порогу свого будинку й поспішив повернутися до своїх солдатів. Цар Давид написав листа командиру армії Йоаву, де наказав розмістити військо Урія в найзапеклішій битві попереду й відступити від нього, щоб він був вбитий. Задум царя був реалізований й чоловік загинув. Згодом Давид одружився з Ветсавією, але їх перша спільна дитина прожила всього декілька днів. Історія відносин між ними слугувала сюжетом для багатьох відомих живописних полотен й не оминула увагу Рембрандта.

### Виконання
Дослідники сходяться на думці, що Рембрандт обрав свою коханку Гендрік'е Стоффельс моделлю для картини «Ветсавія з листом від царя Давида». Це було загальною тенденцією тієї доби та властиве не тільки ван Рейну, а й інших художникам. Образи античних чи біблійних персонажів, написані з конкретних людей, було характерним для живописців різних країн, незалежно від конфесії (католицизм чи протестантизм) періоду Відродження та бароко
На передньому плані зображена майже оголена жінка, що тримає листа, прикрашена певними коштовностями. Зліва сидить літня жінка, напевно служниця, що витирає Ветсавії ноги. М'ята біла білизна, на якій сидить остання, віддалено нагадує сорочку, яку вона зняла. Дійство відбувається в темній кімнаті, архітектуру якої можна розгледіти на задньому плані. В цій сцені глядач не бачить ні посланця, ні Давида, лише Ветсавію та служницю. Таким чином Рембрандт, у властивій собі манері, відійшов від традиційного зображення цієї біблійної сцени, яке було притаманне іншим художникам. З іншого боку ван Рейн розміщує майже в центрі свого полотна розкритий лист, зміст якого невідомий. Залишається лише здогадуватися, чи це було запрошення від Давида, чи звістка про загибель її чоловіка? Якщо відштовхуватися від процесу купання, то це, здається, вказує на підготовку перед зустріччю. Що стосується відвертого стилю ню, то він певний час був доволі рідкісним у традиції Північного живопису. Віддалено таке виконання нагадує стиль венеціанських живописців, картини яких Рембрандт навряд чи бачив, але завдяки гравюрам та малюнкам, які він збирав сам, мав уяву про Південний стиль. Раніше за нього картини з Ветсавією створили Тіціан, Веронезе, Тінторетто та інші. На відміну від них, виконання жінки Рембрандтом є натуралістичнішим. Останні наукові дослідження виявили численні виправлення під час виконання картини, що для ван Рейна було звичною практикою. Змін зазнало положення ніг, а також рук і лівого передпліччя Ветсавії. Лінія нахилу голови спочатку становила три четвертих вгору, але потім положення було сильно нахилене вперед. Це підтверджує думку дослідників про те, що зрештою Рембрандт хотів надати постаті Ветсавії яскраво вираженої меланхолійності. 
Найбільший вплив від цієї роботи Рембрандта можна прослідкувати у творчості Поля Сезанна, який в 1870 році написав картину «Ветсавія». Вона є майже ідентичною варіацією картини ван Рейна. Сезанн відтворив композицію, де Ветсавія з таким же стурбованим виразом обличчя. Однак, на відміну від голландського художника французький живописець виконав картину в дуже контрастній взаємодії кольорів, що підкреслюють інтенсивну драматичність сцени. Ветсавія намальована густими плоскими мазками з ігноруванням ліній. Оголене тіло жінки виділене завдяки кольоровим штрихам бежевого, жовтого, зеленого та червоного кольорів.
Старозаповітний сюжет з Ветсавією не оминув увагу й Тараса Шевченка. 1860 року він створив офорт «Вірсавія», основою якого йому послугувала фотографія з картини Карла Брюллова, яку останній створив в 1831 році. Офорт став дуже важливим для Шевченка, адже в 1860 році «Вірсавія» була експонатом на щорічній виставці в петербурзькій академії мистецтв й згодом саме цей офорт він подав на здобуття звання академіка.  
Молода жінка сидить пригнічена й цим створюється враження, що вона не має сили встати. Для інших художників тема зображення Ветсавії слугувало можливістю еротичним чином віддати шану красі жіночого тіла. Однак Рембрандт акцентував на зовсім іншому, на стані душі жінки. Попри її оголеність погляд глядачів спочатку прикутий до людини та її емоційного стану, а вже потім до тіла. Рембрандт не прагнув ідеально передати анатомічну досконалість, його цікавить реальність людей, він прагнув розкрити красу кожної індивідуальності. Художник був досить добре знайомий зі Святим Письмом. Поза красою Ветсавії Рембрандт запрошує нас перш за все усвідомити ту біду, в яку занурюється молода жінка, внутрішню драму, яку вона переживає. В її особистій драмі ван Рейн все ж наділив Ветсавію доброзичливим і співчутливим поглядом, який без сумніву нагадує погляд Христа на жінку-перелюбницю з його іншої картини.

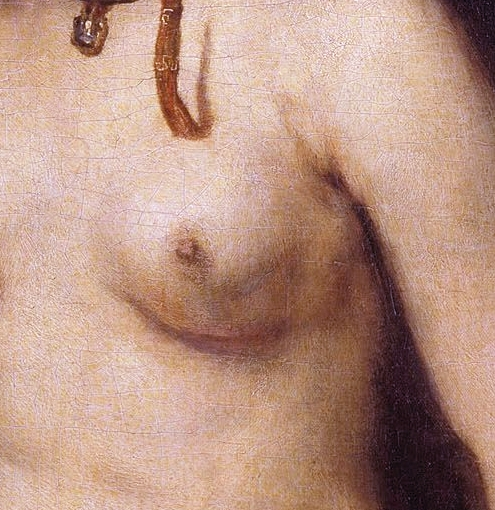
Темна пляма та припухлість грудей Ветсавії, які тривалий час вважалися доказом раку молочних залоз.

Картина тривалий час вважалася документальним свідоцтвом раку молочної залози. В 1980-х роках двоє австралійських хірургів інтерпретували синю пляму на її грудях як рак молочної залози й написали про це статтю. Дійсний стан речей став відомим лише у 2012 році, коли за допомогою комп'ютерного моделювання, дослідники з дослідницького інституту MIRA при університеті Твенте. Результати дослідження були опубліковані в Journal of Biophotonics. Згідно з експертними висновками стало відомо наступне: "примітним аспектом картини є те, що нижня сторона грудей синя, а під лівою пахвою видно припухлість. Було змодельовано мільйони фотонів з різною довжиною хвилі, які були випущені на реальні груди з пухлиною. Потім було зафіксована кількість фотонів, які повернулися після відбиття. З симуляції, яка тривала 700 годин, з'ясувалося, що синє забарвлення такого роду може бути викликане раком молочної залози лише в тому випадку, якщо пухлина розташовується від одного до трьох міліметрів під шкірою. На практиці пухлини раку молочної залози розташовані набагато глибше, а глибші пухлини не мають кольору. Таким чином синій колір на грудях моделі, що позувала для Ветсавії, малоймовірно був викликаний пухлиною.
У 2014 році картина Рембрандта «Ветсавія з листом від царя Давида» протягом восьми місяців знаходилася на реставрації в Науково-дослідному реставраційному центрі музеїв Франції (C2RMF). Була проведена певна робота, в результаті якої шари лаків, сліди окислення та забруднення, що з'явилися на рубежі XIX—XX століття, були зменшені. Це дало змогу знову розкрити глибину темних відтінків фарби, завдяки яким Рембрандт досягав органічної вібрації тіней та блиску. Було виявлено, що полотно протягом багатьох років зазнавало послідовних матеріальних перетворень, що спричинило зменшення його площини. Початково воно було значно більшого розміру й завдяки науковому дослідженню було підтверджено, що за всі роки з моменту створення полотно зменшилося на п'ятнадцять сантиметрів в довжину й декілька сантиметрів у ширину. Робота по відновленню та дослідженню картини «Ветсавія з листом від царя Давида» стала можливою завдяки фінансуванню фонду «Terre de culture», який залучив до роботи комісію у складі французьких та іноземних експертів.
2019 року в рецензованому науковому журналі «Angewandte Chemie» група науковців опублікувала результати нових досліджень. Віктор Гонзалез (нід. Dr. Victor Gonzalez), Марина Котте (нід. Dr. Marine Cotte), Гіллез Валлез (нід. Prof. Gilles Wallez), Анналіз ван Лон (нід. Dr. Annelies van Loon), Ваут де Нолф (нід. Dr. Wout de Nolf), Мар'ям Евено (нід. Myriam Eveno), Катрін Коне (нід. Dr. Katrien Keune), Петра Нобл (нід. Dr. Petria Noble), Йоріс Дік (нід. Prof. Joris Dik) взяли зразки фарби розміром менше ніж 0,1 мм із трьох картин Рембрандта, включно із «Ветсавією з листом від царя Давида». Досліди були проведені в «Європейському центрі синхротронного випромінювання» в місті Гренобль, де команда використовувала рентгенівське випромінювання для визначення хімічних речовин у зразках фарби. Під час дослідження було підтверджено авторство Рембрандта над технікою імпасто, що передбачає використання гідроцеруситу. Фарба була отримана поєднанням свинцевого білого пігменту (суміш {\displaystyle {\ce {PbCO3}}}та {\displaystyle {\ce {Pb3 (CO3)2 (OH)2}}}) з органічним сполучним середовищем, але точна рецептура поки що залишається загадкою. Процес дослідження передбачав використання поєднання рентгеноструктурного аналізу та синхротронного випромінювання (методи ID22 (High angle resolution) та ID21 (High lateral resolution)). У результаті дослідження було виявлено досить рідкісну сполуку — плюмбонакрит ({\displaystyle {\ce {Pb5(CO3)3O(OH)2}}}). На основі цих досліджень вважається, що таким чином Рембрандт намагався надати фарбам більшої стійкості від навколишнього впливу й, таким чином, продовжити термін зберігання своїх картин. Аналіз даних показав, що художник свідомо адаптував свої малярські матеріали до своїх побажань. Наявність плюмбонакриту беззаперечно вказує на лужний розчинник. Виходячи з історичних текстів, а також сучасних досліджень, вважається, що Рембрандт додавав до масла оксид свинцю, перетворюючи суміш на пастоподібну фарбу.

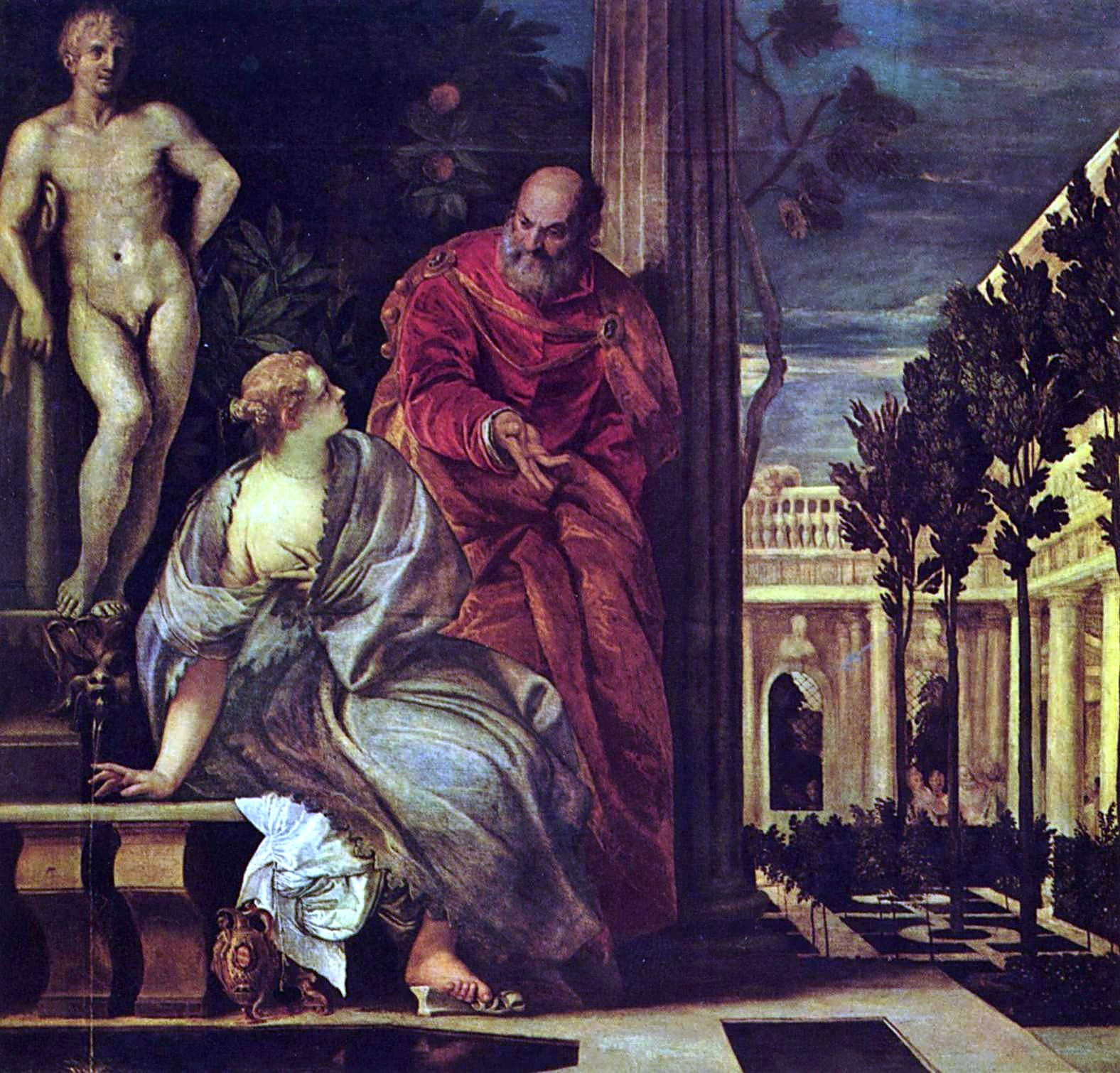
«Ветсавія під час купання», Веронезе (1575)
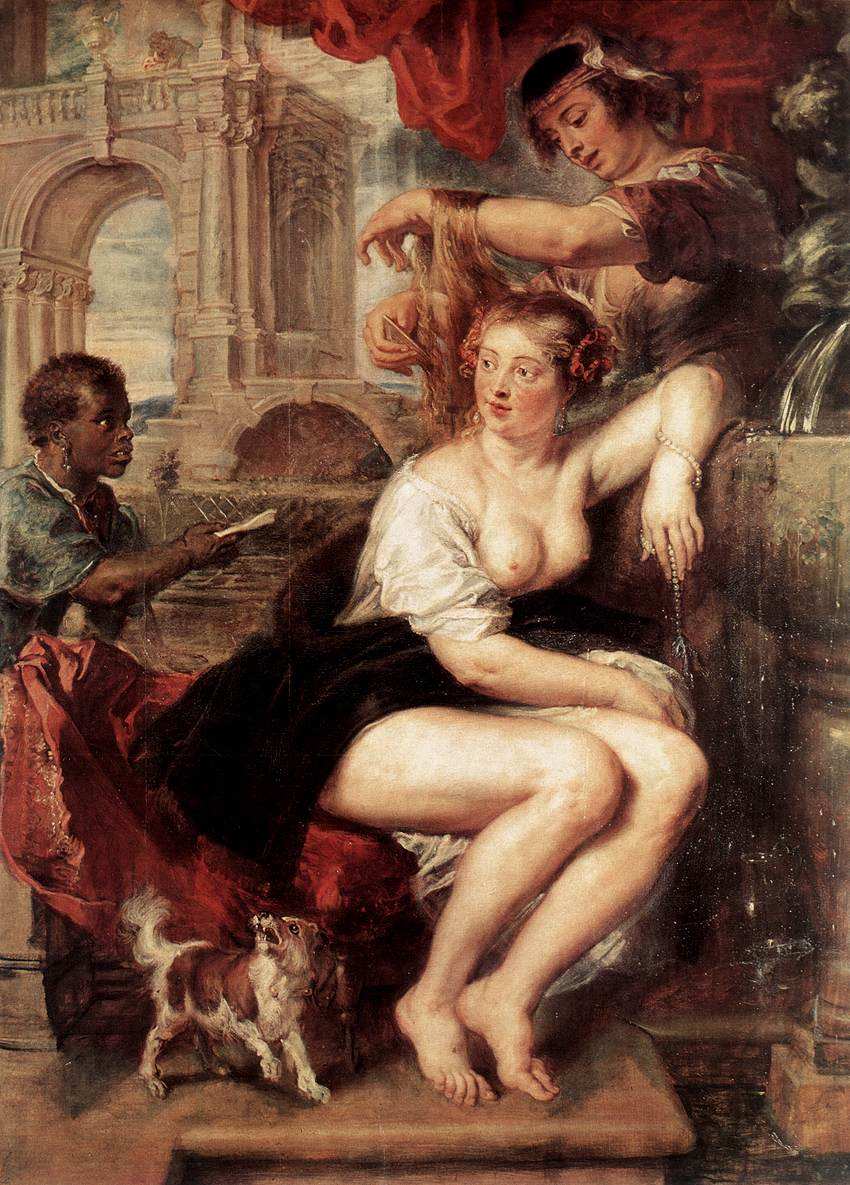
«Ветсавія біля фонтану», Рубенс (бл. 1635)
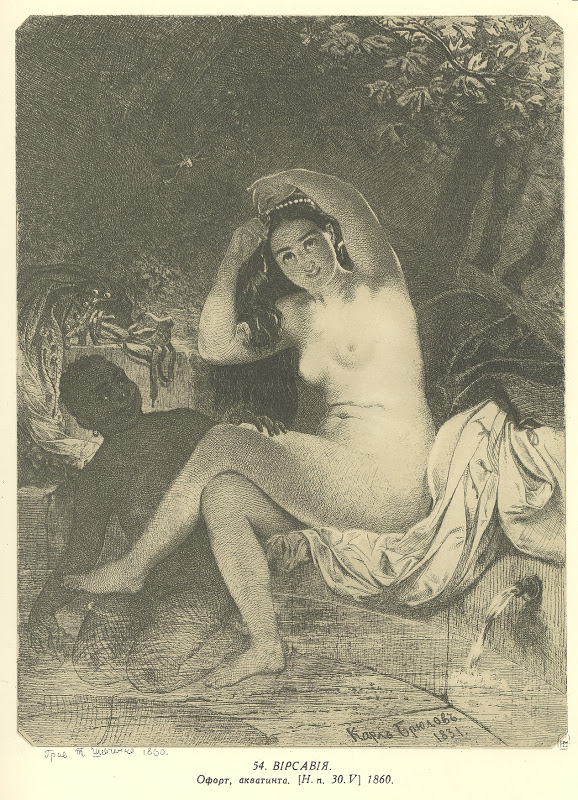
«Вітсавія», офорт, Тарас Шевченко (1860)
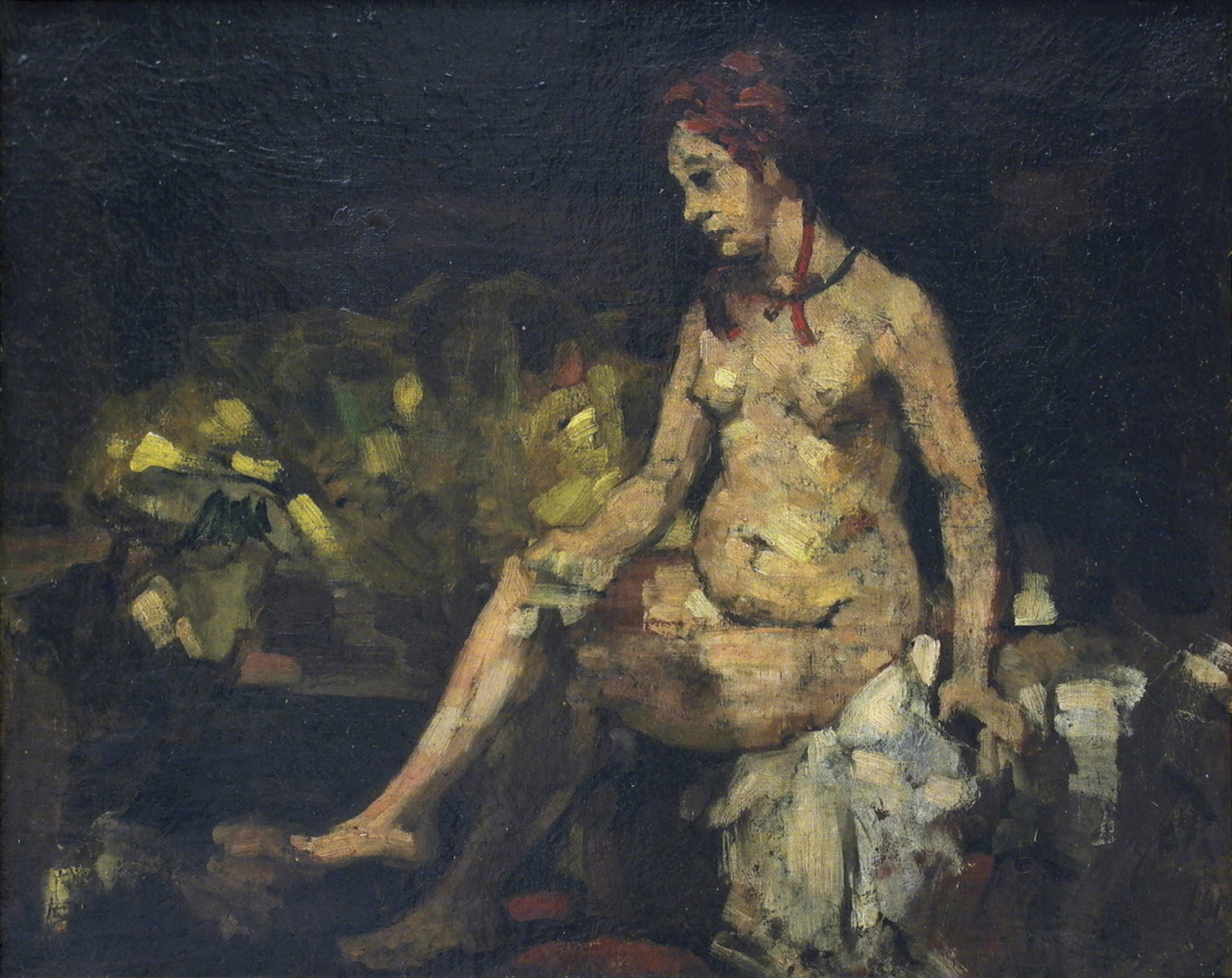
«Ветсавія», Поль Сезанн (1870)

## Відгуки
Відомий бельгійський поет Еміль Верхарн зазначав, що «Версавія з Лувру зі своїм огрядним тілом осяяна таким променистим сяйвом, що здається, ніби в ній зосередився весь блиск Сходу. Якою сильною мала бути любов Рембрандта, щоб перетворити це тіло, відзначене печаткою вульгарності, на цілий апофеоз. Якби його малювали Стен або Браувер, вони помістили б його в якійсь корчмі, зобразивши потворним, запливлим жиром, вони оголили б його цинічно, непристойно. І ніколи ні Терборх, ні Метсю не скористалися б подібною моделлю навіть для образу скромної служниці, яка подає на таці фрукти або склянку води».

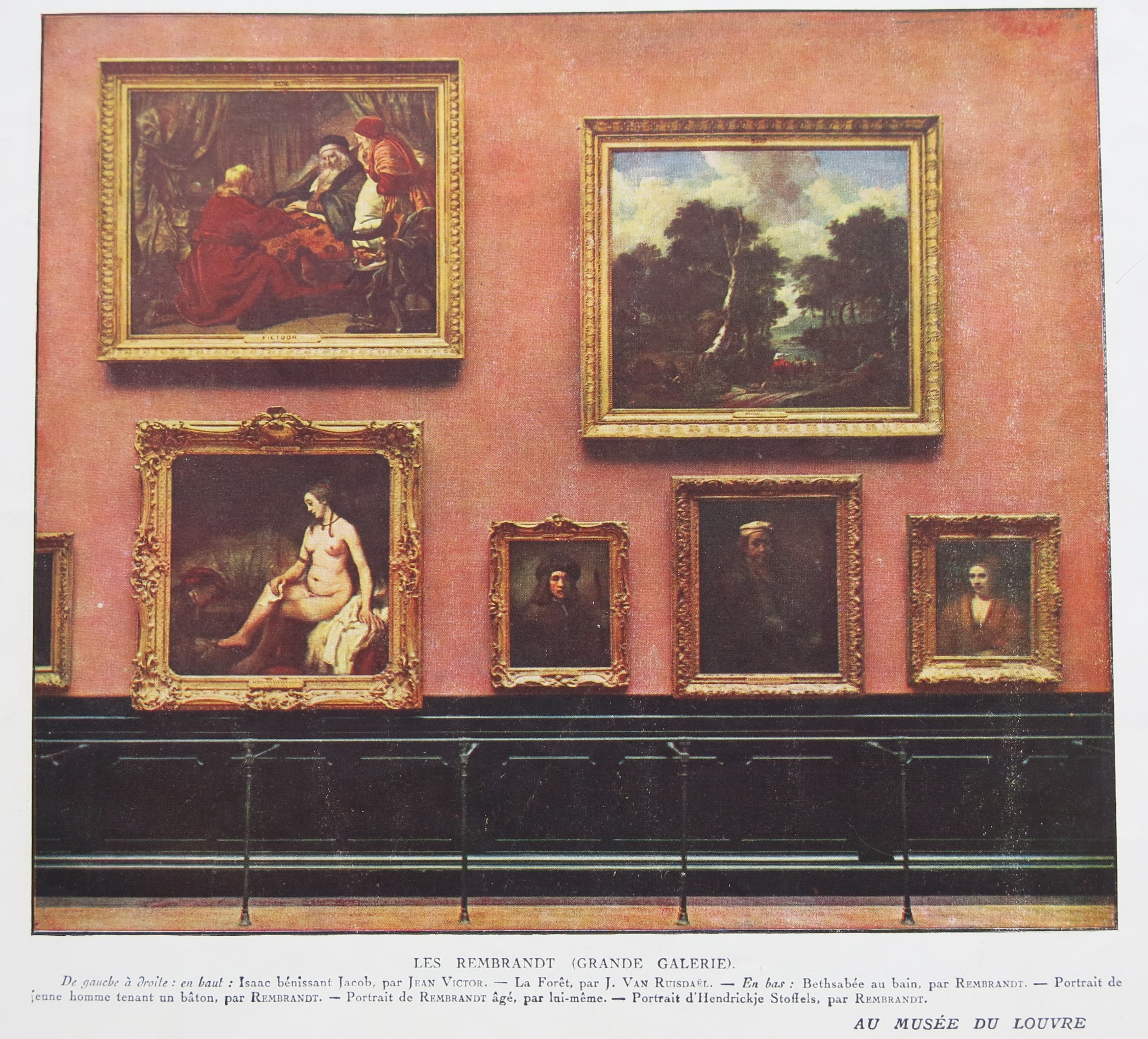
Картина «Ветсавія з листом від царя Давида» розміщена в будівлі Лувру.

Головний куратор, відповідальний за фламандські та голландські картини в музеї Лувр Блез Дюко вважає, що зазвичай художники представляли молоду жінку спокусницею, але Рембрандт вирішив акцентувати меланхолію Ветсавії, яка розуміла, що їй не вдасться уникнути домагання та, немов би, передбачає всі трагічні наслідки зловживання владою царем.
Британський історик мистецтва, директор Національної галереї та телеведучий барон Кеннет Маккензі Кларк наступним чином описував враження від картини: «Подивіться на Ветсавію — це була одна з найбільших картин Рембрандта з зображенням оголеного тіла. Ця фігура не є фігурою досконалості, це не оголена красуня, яку ми бачимо в журналах. Це просто жінка з нормальною формою тіла, але, на мій погляд, вона не втрачає почуття еротики та краси. Подивіться, як художник намалював її живіт. Це не плоский живіт супермоделі. Це звичайна реальність. Якщо говорити про реальність картини, подивіться на її ліву ногу, трохи нижче коліна. Там можна розгледіти слід, який залишила підв'язка або панчоха. Це приклад деталей, які художник вклав у картину».
Доктор філософії з мистецтва, колишній директор далласького музею мистецтва Річард Бреттелль характеризував цю роботу Рембрандта таким чином: «тактильних якостей в цій картині вдосталь: чудові деталі гладкого, досить грубого бавовняного полотна сорочки, яку вона [Ветсавія] зняла; реалістичне відчуття ваги її руки, що спирається на тканину; трохи витягнуті пальці. Ця картина, яка розповідає про королеву, про почуття провини, зґвалтування, материнство, скромність — є складною роботою, якою продовжують захоплюватися художники всього світу».